# Louvigné-de-Bais
Louvigné-de-Bais è un comune francese di 1 766 abitanti situato nel dipartimento dell'Ille-et-Vilaine nella regione della Bretagna.

## Società

### Evoluzione demografica
Abitanti censiti